# Alaskan malamute
Alaskan malamute är en hundras från USA. Den har sitt namn efter den inuitiska folkgruppen malemiut eller kuuvangmiut som lever vid Kotzebuesundet och i Kobuk Valley i nordvästra Alaska. Rasnamnet är alltså nybyggarnas tolkning av inuiternas namn på sig själva.
Malamuten är en nordlig slädhundsspets och polarhund. Även om de flesta malamuter i dag används som sällskapshundar, så är en malamute till kynnet en slädhund med stort arbetsbehov.

## Historia
Som andra polarfolk använde malemiuterna inte sina hundar bara till ett enda ändamål. Om somrarna när det var barmark användes de som klövjehundar. De har även använts som renvallare och som ställande jakthundar för jakt på bl.a. älg och björn. Malemiuterna var kända för att behandla sina hundar väl, dessa fick vistas med familjen och sova inomhus.
Under guldrushen under slutet av 1890-talet var behovet av hundar för slädtransporter enormt. Guldgrävarna använde alla hundar de kunde komma över. För de tunga transporterna korsades stora hundar som newfoundlandshund och sankt bernhardshund med malemiuternas hundar. För hastighetslopp med släde korsades olika fågelhundar in. Före första världskriget var det osäkert om det fanns några renrasiga malemiut-hundar kvar.
Arthur Treadwell Walden (1871 – 1947) var en pionjär från guldrushens dagar som födde upp hundar åt USA:s tidiga polarexpeditioner. Från hans kennel valdes under början av 1920-talet hundar ut för att försöka återskapa den ursprungliga malemiut-hunden. En av dessa hundar troddes ha visst malemiut-ursprung, de övriga var av blandad härkomst från Alaska, Sibirien, Kanada och Grönland. Vad de hade gemensamt var sin bevisade förmåga som slädhundar. För att överleva som slädhund måste en hund ha stark självbevarelsedrift nog att inte gå ut på tunn is även om den drevs på hårt, den måste också kunna utnyttja tillfällen till att själv skaffa sig mat för att hålla sig välnärd i en hård miljö, till exempel genom att stjäla mat.
1935 godkändes rasen av American Kennel Club (AKC) som Alaskan Malamute, 1935 slöts stamboken och den första rasstandarden fastslogs. Parallellt gjordes andra rekonstruktionsförsök, bl.a. grundade på den norsk-amerikanske slädhundsföraren Leonhard Seppalas (1877-1967) hundar. 1947 öppnades stamboken på nytt så att fler alaskan malamute kunde registreras. Dessa hundar var större och kraftigare än den tidigare typen. 1960 antogs en ny standard som tillät en större variation i storlek.

## Egenskaper
Malamuten är inte avsedd som en sprinthund i slädhundstävlingar. Rasen är formad och avsedd för styrka och uthållighet och kan med fördel användas i turkörning men också till tävling över längre distanser och under svåra förhållanden.
Malamuten är känd för att kunna vara dominant mot andra hundar, framför allt av samma kön (vilket inte ska förväxlas med aggressivitet). Flockinstinkten är mycket stark hos hunden, liksom känslan för hierarkisk rangordning. De har välutvecklat sinne för jakt, och kan vara en fara för tamboskap.
Även om det är en vänlig och tillgiven hundras med ett öppet sinne, kan den vara dominant, självständig och envis. Man brukar därför inte rekommendera alaskan malamute som förstagångshund. Den reagerar bäst på positiv hundträning, vilket underlättas av att de gärna blir mutade med mat. Alaskan malamute är en sällsynt tyst ras, de skäller sällan, men har en förvånansvärt stor repertoar av olika ljud som gnällningar, grymtningar, yl och woo-woo-woos.

## Utseende
Alaskan malamute är tillsammans med grönlandshunden den största och tyngsta polarhunden. Det finns en ovanligt stor variation av storleken inom rasen. Den önskvärda mankhöjden och vikten är för hanhund fastställd till 63,5 cm / 39 kg och för tik 59 cm / 34 kg. Huvudet är brett, öronen trekantiga och upprättstående då hunden är alert. Nosen är bred, endast svagt minskande i bredd från bas till nosspets. Alaskan malamute skall ha en symmetrisk tecknad kropp och färg-kombinationer som grå/vit, svart/vit, röd/vit. Även helvit förekommer. Hunden skall inge ett kraftfullt intryck med en väl musklad kropp med stolt hållning. Utmärkande är svansen som bäres som en plym uppböjd i en båge över ryggen.

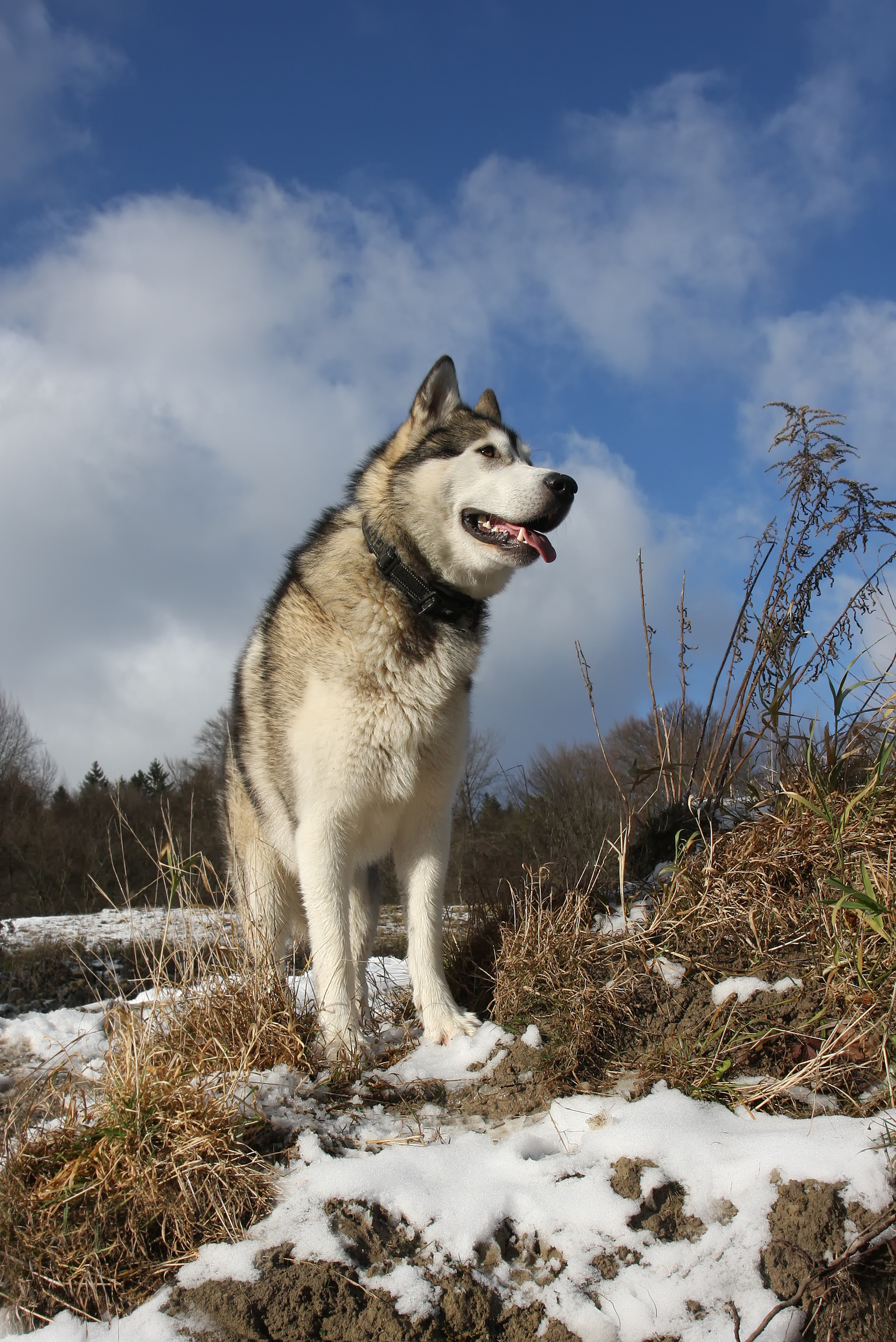
Alaskan Malamute.

Malamuten har två sorters päls; en tät och luftig underullspäls och en tjock och sträv yttre päls. Underullspälsen behåller värmen medan den yttre pälsen skyddar underullspälsen mot snö och regn. Pälsen är längre om nacken för att skydda ansiktet.
Malamuten skall ha kraftig benstomme, starka ben med kompakta och fasta tassar, djupt bröst och kraftfulla skuldror. Också i övrigt skall malamuten ha alla de fysiska attribut som är nödvändiga för att kunna fullgöra sitt arbete. Rörelserna skall vara stadiga, balanserade, och ge intryck av uthållighet och total effektivitet.